# 立体电子效应
立体电子效应，重要理论有机化学概念之一。立体电子效应是综合了立体效应和电子效应的结果，但不是简单的两种效应加合的结果。由于共价键具有方向性，即具有特定的空间取向，这导致了电子效应对分子不同部位的影响存在差异。这就是立体电子效应最根本的立足点。
立体电子效应可以解释很多其他效应解释不了的现象。比如二氯甲烷的惰性问题，内酯比酯活泼的问题，环醚比醚活泼的问题等等。下面举例说明立体电子效应的应用和意义。
立体电子效应这个术语是E.J.Corey于60年代发明的。

## 二氯甲烷的惰性问题
二氯甲烷作为卤代烃，显示出相当的惰性。由于其良好广谱的溶解能力，在许多有机反应中被广泛用作反应溶剂。甚至有些单卤代烷反应参与的反应，比如胺的烷基化，也可以二氯甲烷做溶剂，显示出了其显著的稳定性。分析二氯甲烷的结构可以发现，由于单键可以自由旋转，氯Cl1上的孤对电子有机会跟另一个C-Cl2键对准，形成所谓的共面反平行结构。如图所示：
在这种结构中孤对电子跟C-Cl2键共面而又在Cl1-C键的两侧。分析C-Cl2键的分子轨道可以发现，成键轨道的大头在远离Cl1的地方，而反键轨道的大头却在靠近Cl1的地方。这样，Cl1的孤对电子就有机会向C-Cl2键的反键轨道发生离域。离域的结果是使电荷向C偏移，产生了相反的诱导极化方向，部分抵消了发生在Cl1-Cσ键上的极化，增强了Cl-C键的共价性。由于分子存在对称，于是两个C-Cl键都得到了增强。宏观上的表现就是降低了二氯甲烷的活性。
所以根据此分析，有机合成上当需要用到二氯甲烷做试剂的场合，常常用反应活性高的溴氯甲烷(CH2ClBr)代替。后者不同于前者的原因是溴原子半径比较大，这样它的孤对电子与碳氯键反键轨道的尺寸匹配变差，前沿轨道相互作用变弱，所以它活泼。
类似的情况也出现在很多其他化合物中。以二甲氧基甲烷为例，为了使两个氧原子的孤对电子可以离域到C-O的σ*，孤对电子需要与C-O键形成反叠（anti-periplanar）关系，使得分子采取邻交叉构象。这个现象称为邻位交叉效应。如果发生在吡喃衍生物中，由于整个分子为椅型构象，氧的两对孤对电子占据一个平键，一个直键，因此结果是氧邻位的基团倾向于占据位阻较大的直键，使氧的孤对电子与直键的反键轨道呈反叠关系。这也就是所谓端基异构效应（也称异头效应）。

## 内酯比酯活泼的问题
酯中的单键氧原子用一对孤对电子与羰基的π*重叠，为sp2杂化，因此酯与酰胺一样，有s-cis和s-trans两种异构体。s-cis异构体更加稳定。在s-cis异构体中，羰基与另外一个基团处于C-O的同侧，单键氧的另外一对孤对电子与C-O（羰基）反键轨道中C的一头平行，可以发生离域，增加了稳定性。s-trans异构体则无法发生以上稳定作用。
在小环内酯中，环将酯基固定为较不稳定的s-trans结构。因此与酯相比，内酯更为活泼，性质与酮更加类似。比如，普通的酯不能被硼氢化钠还原，但许多小环内酯就可以。

## SN2反应的立体专一性问题
SN2反应中，亲核试剂Nu−垂直进攻C-X（X=离去基团）反键轨道在C的一头，电子逐渐流入σ*。由于亲核试剂与离去基团对C呈180°时，轨道重叠最大，故SN2反应后得到构型翻转的产物。
对于导致SN2反应构型翻转的真正原因是轨道因素还是电荷影响目前尚存争议。在SN2反应中，无论是根据轨道最大重叠原则还是避免电荷排斥，亲核基团都更倾向于从背面进攻；然而，在与此类似的SE2反应中，轨道因素支持背面进攻，电荷因素却支持正面进攻，因此SE2反应没有立体专一性，且产物以构型保持为主。